# Интерпретатор (музика)
Реч интерпретатор (фр. exécutant, енг. performer) потиче из латинског језика и значи тумач, извођач, излагач. 
У музици интерпретатор је музичар (инструменталиста, певач, диригент) који јавно изводи, интерпретира неко музичко дело. Други назив за интерпретатора био би извођач.
Добар интерпретатор је пре свега талентован и музикални извођач који изводећи, тј. звучно тумачећи неко музичко дело поштује композиторове замисли и захтеве који пишу у нотном тексту (ако је композитор музички образован) и који при музицирању уноси своје лично схватање стила и свој доживљај (емотивни набој) и преноси га јасно и живо слушаоцима. 
Интерпретатор може бити професионалац (живи искључиво од извођаштва) или аматер (извођаштво му је хоби). 
Како се музика дели на забавну, џез, класичну, народну, аутоматски се и интерпретатори деле на забавне, џез, народне и класичне.
По музичком образовању, интерпретатор може бити школован и нешколован (приучен). Школовани интерпретатор је завршио основну музичку школу у којој је морао да изабере одсек (инструмент) који ће учити: клавирски, гудачки (виолина, виола, виолончело, контрабас), дувачки (флаута, кларинет, обоа, труба, тромбон, хорна, фагот), одсек за хармонику, харфу, гитару, удараљке, џез музику, рану музику, певање (соло). Даље музичко образовање стиче се у средњој музичкој школи, а потом на музичкој академији - факултету.
Само врхунски интерпретатор може бити уметник.